# Billete de cinco quetzales
El billete de cinco quetzales (Q.5) es un billete de Quetzal. Tiene el retrato del Presidente de Guatemala (1873-1885), Justo Rufino Barrios, en el anverso, y en el reverso se observa a una Maestra dando clases.

## Historia del billete de Q 5
El billete de 5 quetzales se imprimió por primera vez el en 1927 por el Banco Central de Guatemala.

### Primer diseño
El primer diseño contenía en su anverso un grabado representando las operaciones portuarias marítimas de la época en el puerto san José y barrios, y la leyenda «Banco Central de Guatemala, Guatemala, Centro América pagará al portador en efectivo a la vista y a la par».
El reverso poseía un grabado de un quetzal sobre un pedestal y una leyenda que tenía el nombre del banco y el valor del billete en números romanos, el color predominante era el lila.
El sistema de seguridad era una saturación de fibras en diferentes colores en el billete, en el anverso se veía un sistema de paralelismo con figuras geométricas formadas con líneas diminutas de tendencia paralela; en el reverso tenía fondos con el sistema de seguridad tipo quilt.

### Segundo diseño
Este fue emitido el 15 de septiembre de 1948, que tenía el color del diseño anterior, tenía un tamaño de 156 mm de largo por 67 mm de ancho. En el anverso se veía un quetzal volando en la parte derecha y en la izquierda una vasija de cerámica maya de Uaxactún producto de una fotografía de Luis Legrand. En el reverso estaba como motivo principal un gravado de la obra «El choque de las razas» que hacía alegoría a una batalla de la conquista de Guatemala del artista guatemalteco Alfredo Gálvez Suárez que se exhibe actualmente en el Palacio Nacional de la Cultura.
Como sistema de seguridad tenía figuras en tipo quilt y paralelismos de colores y micrograbados en el diseño.
En 1955 se emitieron billetes con los mismos elementos solo que la vasija estaba en el lado derecho y el quetzal volando estaba sobre el grabado que  contenía la denominación del billete.

### Tercer diseño
En 1969 se acordó cambiar el diseño de todos los billetes y en el caso del billete de cinco quetzales se colocó, en el anverso, el buso del general Justo Rufino Barrios quien fue presidente de Guatemala de 1873 a 1885 y líder de la Revolución Liberal de 1871, con motivo del centenario de este hecho. En el reverso fue colocado un grabado de la obra «Alegoría de la enseñanza» del maestro Enrique de León Cabrera. El color predominante era el lila, además se incluyeron elementos propios de la Cultura Maya, la denominación en números mayas y un quetzal volando.
Las medidas de seguridad incluía la iridiscencia, microtextos, el paralelismo, marca de agua del busto de Tecún Umán, tinta sensible a la luz ultravioleta, fibras y detalles.

### Cuarto diseño
Se puede considerar que este cambio es el último, pero contiene casi las mismas características del anterior. A partir de este los cambios han sido de la posición de los elementos y medidas de seguridad.